# Святий Павло (лінійний корабель, 1794)
«Святи́й Павло́» (рос. Святой Павел) — трищогловий 90-гарматний лінійний корабель Чорноморського флоту Російської імперії. Флагманський корабель ескадри віце-адмірала Ф. Ф. Ушакова під час Середземноморського походу.

## Будівництво і озброєння
Влітку 1790 року, за наказом Г. О. Потьомкіна, корабельний майстер С. І. Афанасьєв розпочав проектування 90-гарматного лінійного корабля. Протягом року йшла детальна розробка проекту, складались робочі кресленики. Для будівництва корабля в Миколаївському Адміралтействі зводився новий елінг.
20 листопада 1791 року новий корабель було закладено. Проте, у зв'язку з російсько-турецькою війною та смертю Потьомкіна, будівництво корабля гальмувалось. Лише коли наприкінці 1793 року Туреччина почала посилено озброюватись, імператриця Катерина II своїм указом від 16 січня 1794 року виділила кошти на добудову та озброєння корабля.
29 серпня 1794 року лінійний корабель «Святий Павло» був спущений на воду. Його командиром було призначено капітана II рангу І. Я. Перрі.
Судно було трищогловим. Висота фок-щогли сягала 70 метрів. Було збільшено кількість прямих вітрил на грот-щоглі та грот-марселі до чотирьох[прояснити], що збільшувало швидкість та прохідність корабля.
Озброєння судна також було значним: на нижній палубі було встановлено 24 36-фунтових гармати та 6 картаульних (48-фунтових) єдинорогів. На верхній палубі було встановлено 26 24-футових гармати та 6 картаульних єдинорогів. Крім того встановлено 24 18-футових гармати на шканцях і на півбаку та 4 чвертькартаульних (12-фунтових) єдинороги на пів'юті.

## Бойовий шлях
Свій перший бойовий похід «Святий Павло» здійснив 1 червня 1797 року в складі ескадри віце-адмірала Ф. Ф. Ушакова.
Наступного року судно здійснило три навчальних походи. Влітку 1798 року командиром корабля став капітан I рангу Є. П. Сарандінакі.
В ході війни з Францією 13 серпня 1798 року в складі ескадри віце-адмірала Ф. Ф. Ушакова «Святий Павло» вийшов із Севастополя й, пройшовши Чорне море та Босфор, увійшов у Мармурове море. Тут ескадра Ушакова об'єдналась з турецькою ескадрою. Об'єднана російсько-турецька ескадра пройшла Дарданели й увійшла до вод Іонічного моря.
У складі ескадри «Святий Павло» спочатку бомбардував берегові батареї на острові Відо, потім після тривалої осади було взято фортецю Корфу. 12 листопада 1798 року вогнем зі «Святого Павла» було пошкоджено французький корабель «Genereux», що намагався вийти в море. 26 січня 1799 року «Святий Павло» переслідував французькі судна, що намагались вирватись із Корфу.
20 лютого 1799 року на борту флагманського корабля «Святий Павло» було підписано Акт про капітуляцію гарнізону фортеці Корфу між комендантом фортеці генералом Шабо та адміралом Ушаковим.
Здійснивши похід узбережжям Італії, «Святий Павло» відвідав порти Мессіна, Палермо, Неаполь. 26 серпня 1799 року корабель відвідав король Обох Сицилій Фердинанд I.
31 грудня 1799 «Святий Павло» на чолі ескадри вийшов з Мессіни й 7 січня 1800 прибув до Корфу. Після проведеного ремонту, 6 липня 1800 року ескадра вирушила на Батьківщину.
26 жовтня 1800 року «Святий Павло» повернувся до Севастополя. У зв'язку з тим, що протягом дворічних безперервних бойових походів корабель зазнав значних ушкоджень, його було відправлено у Миколаїв для проведення ремонтних робіт. За наступних три роки було відремонтовано, а частково й замінено оснащення та озброєння.
2 листопада 1804 року корабель вийшов у море. Його метою було доправлення на острів Корфу 1095 солдат і артилеристів. Поблизу узбережжя Туреччини «Святий Павло» потрапив у сильний шторм. 6 листопада, при підході до Босфору, спочатку впала грот-стеньга, потім грот-щогла та бізань-щогла. Підхоплене вітром, судно понесло на скелі. Зупинити дрейф з допомогою якорів вдалось, коли до берега лишалось менше трьох миль. Проте ударом хвилі було зірване перо стерна. Корабель повністю втратив здатність самостійно рухатись. Після того, як шторм вщух, 13 листопада турецькі гребні судна відтягнули «Святого Павла» в Буюк-дере.
Після майже піврічного ремонту 12 травня 1805 року «Святий Павло» прибув до Севастополя. Після комісійного огляду судна його визнано непридатним до морських походів. Використовувався, як плавуча батарея та бранд-вахта.
У 1810 році корабель було пущено на злом.

## Командири корабля
| Період командування | Військове звання  | Командир корабля           |
| ------------------- | ----------------- | -------------------------- |
| 1794–1797           | капітан II рангу  | І. Я. Перрі                |
| 1797–1798           | капітан-лейтенант | Ф. П. Леллі                |
| 1798–1800           | капітан I рангу   | Є. П. Сарандінакі          |
| 1804–1805, 1809     |                   | К. А. Герамуцо (Ієрамузія) |